# Turcja na Zimowych Igrzyskach Olimpijskich 1964
Turcję na Zimowych Igrzyskach Olimpijskich 1964 reprezentowało 5 zawodników. Był to piąty start Turcji na zimowych igrzyskach olimpijskich.

## Reprezentanci

### Narciarstwo alpejskie

#### Mężczyźni
| Zawodnik          | Konkurencja   | Kwalifikacje | Kwalifikacje | Kwalifikacje | Kwalifikacje | Finał       | Finał       | Finał       | Finał       | Suma czasów      | Pozycja          | Źródło |
| Zawodnik          | Konkurencja   | 1. przejazd  | 1. przejazd  | 2. przejazd  | 2. przejazd  | 1. przejazd | 1. przejazd | 2. przejazd | 2. przejazd | Suma czasów      | Pozycja          | Źródło |
| Zawodnik          | Konkurencja   | Czas         | Pozycja      | Czas         | Pozycja      | Czas        | Pozycja     | Czas        | Pozycja     | Suma czasów      | Pozycja          | Źródło |
| ----------------- | ------------- | ------------ | ------------ | ------------ | ------------ | ----------- | ----------- | ----------- | ----------- | ---------------- | ---------------- | ------ |
| Muzaffer Demirhan | Zjazd         | —            | —            | —            | —            | 2:45.63     | 63.         | —           | —           | 2:45.63          | 63.              | [ 1 ]  |
| Osman Yüce        | Zjazd         | —            | —            | —            | —            | 3:03.66     | 70.         | —           | —           | 3:03.66          | 70.              | [ 1 ]  |
| Zeki Şamiloğlu    | Zjazd         | —            | —            | —            | —            | 3:05.71     | 71.         | —           | —           | 3:05.71          | 71.              | [ 1 ]  |
| Abdurrahman Küçük | Zjazd         | —            | —            | —            | —            | 3:09.99     | 72.         | —           | —           | 3:09.99          | 72.              | [ 1 ]  |
| Zeki Şamiloğlu    | Slalom gigant | —            | —            | —            | —            | 2:28.76     | 69.         | —           | —           | 2:28.76          | 69.              | [ 2 ]  |
| Osman Yüce        | Slalom gigant | —            | —            | —            | —            | 2:32.11     | 71.         | —           | —           | 2:32.11          | 71.              | [ 2 ]  |
| Muzaffer Demirhan | Slalom gigant | —            | —            | —            | —            | 2:41.42     | 74.         | —           | —           | 2:41.42          | 74.              | [ 2 ]  |
| Abdurrahman Küçük | Slalom gigant | —            | —            | —            | —            | 3:07.63     | 79.         | —           | —           | 3:07.63          | 79.              | [ 2 ]  |
| Bahattin Topal    | Slalom        | 1:25.99      | 80.          | 1:07.69      | 46.          | NQ          | NQ          | NQ          | NQ          | Nieklasyfikowany | Nieklasyfikowany | [ 3 ]  |
| Muzaffer Demirhan | Slalom        | 1:12.26      | 69.          | 1:08.20      | 48.          | NQ          | NQ          | NQ          | NQ          | Nieklasyfikowany | Nieklasyfikowany | [ 3 ]  |
| Zeki Şamiloğlu    | Slalom        | 1:12.81      | 70.          | 1:12.03      | 50.          | NQ          | NQ          | NQ          | NQ          | Nieklasyfikowany | Nieklasyfikowany | [ 3 ]  |
| Osman Yüce        | Slalom        | 1:18.75      | 76.          | DSQ          | DSQ          | NQ          | NQ          | NQ          | NQ          | Nieklasyfikowany | Nieklasyfikowany | [ 3 ]  |